# 安徳水

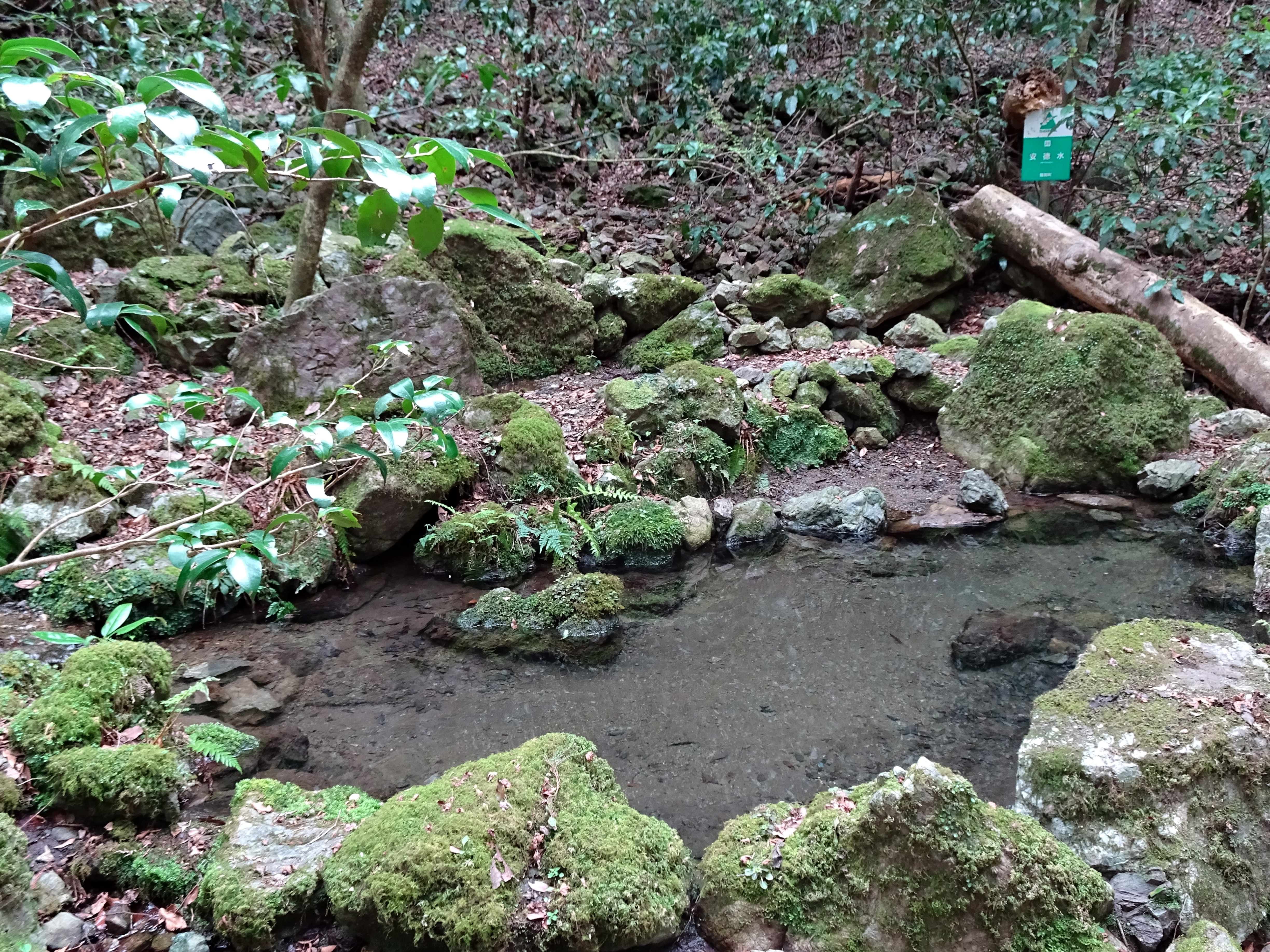
安徳水湧水地

安徳水（あんとくすい）は、高知県高岡郡越知町横倉山にある湧水で、1985年（昭和60年）名水百選のひとつに選定された。

## 概要
周辺は横倉山県立自然公園の指定区域であり、横倉山(774m）の山頂近くから湧き出ており、1185年（文治元年）屋島の戦いに敗れた平知盛の一族が安徳天皇を奉じて潜伏し、この地に「横倉宮」を建立し、この湧き水を天皇の飲用水として用いたといわれている。
また、横倉山は日本国霊峰四十八ケ山の一つとなり、土佐唯一の修験道の道場として開山され、修験者の清め水として使用されたとも伝えられている。

## アクセス
- 国道33号より越知町内に入り、横倉山第3駐車場まで約15分、駐車場より遊歩道を徒歩約15分

## 所在地図
北緯33度32分12.57秒 東経133度12分27.79秒 / 北緯33.5368250度 東経133.2077194度座標: 北緯33度32分12.57秒 東経133度12分27.79秒 / 北緯33.5368250度 東経133.2077194度